# Liste der Kulturdenkmäler in Kleinlinden
Die folgende Liste enthält die in der Denkmaltopographie ausgewiesenen Kulturdenkmäler auf dem Gebiet des Ortsteils Kleinlinden der  Stadt Gießen, Landkreis Gießen, Hessen.
Hinweis: Die Reihenfolge der Denkmäler in dieser Liste orientiert sich an der Anschrift, alternativ ist sie auch nach der Bezeichnung, der vom Landesamt für Denkmalpflege vergebenen Nummer oder der Bauzeit sortierbar.
Kulturdenkmäler werden fortlaufend im Denkmalverzeichnis des Landes Hessen durch das Landesamt für Denkmalpflege Hessen auf Basis des Hessischen Denkmalschutzgesetzes (HDSchG) geführt. Die Schutzwürdigkeit eines Kulturdenkmals hängt nicht von der Eintragung in das Denkmalverzeichnis des Landes Hessen oder der Veröffentlichung in der Denkmaltopographie ab.

| Bild               | Bezeichnung                 | Lage                                                    | Beschreibung | Bauzeit                | Objekt-Nr. |
| ------------------ | --------------------------- | ------------------------------------------------------- | --- | ---------------------- | ---------- |
| weitere Bilder     | Schule                      | An den Schulgärten 2 LageFlur: 1, Flurstück: 6/2        | | 1894                   | 61862 DDB  |
| weitere Bilder     | Ehemalige Tankstelle        | Frankfurter Straße 352 LageFlur: 1, Flurstück: 352      | | 1952 bis 1962          | 82454 DDB  |
| weitere Bilder     | Kriegerdenkmal              | Frankfurter Straße LageFlur: 1, Flurstück: 490          | Kriegerdenkmal für die 1914–1918 im Ersten Weltkrieg Gefallenen                                                         | 1930 bis 1940          | 61863 DDB  |
| weitere Bilder     | Friedhof                    | Friedhofsweg 5 LageFlur: 1, Flurstück: 877/2            | | 1900 bis 1910          | 61864 DDB  |
| weitere Bilder     |                             | Katzenbach 20 LageFlur: 1, Flurstück: 377               | | 1900 bis 1910          | 61865 DDB  |
|                    |                             | Lützellindener Straße 14 LageFlur: 1, Flurstück: 65/1   | | Anfang 19. Jahrhundert | 61866 DDB  |
| weitere Bilder     |                             | Lützellindener Straße 17 LageFlur: 1, Flurstück: 57/2   | | Anfang 20. Jahrhundert | 61867 DDB  |
| weitere Bilder     | Ehemalige Kleinkinderschule | Pfingstweide 3 LageFlur: 4, Flurstück: 277/2            | | 1906                   | 61868 DDB  |
| weitere Bilder     | Bahnbrücke                  | Sportfeld LageFlur: 4, Flurstück: 617/1                 | | Anfang 20. Jahrhundert | 61869 DDB  |
| weitere Bilder     |                             | Wetzlarer Straße 21 LageFlur: 4, Flurstück: 313/1       | | 1895 bis 1905          | 61870 DDB  |
| weitere Bilder     |                             | Wetzlarer Straße 32 LageFlur: 1, Flurstück: 554/2       | | Anfang 18. Jahrhundert | 61872 DDB  |
| weitere Bilder     |                             | Wetzlarer Straße 37 LageFlur: 4, Flurstück: 332/1       | | Ende 17. Jahrhundert   | 61873 DDB  |
| weitere Bilder     |                             | Wetzlarer Straße 46 LageFlur: 1, Flurstück: 112         | | 1775 bis 1825          | 61874 DDB  |
| weitere Bilder     |                             | Wetzlarer Straße 54 LageFlur: 1, Flurstück: 119         | |                        | 61875 DDB  |
| weitere Bilder     |                             | Wetzlarer Straße 59 LageFlur: 4, Flurstück: 365/366     | | Ende 19. Jahrhundert   | 61876 DDB  |
| weitere Bilder     | Hofreite                    | Wetzlarer Straße 61 LageFlur: 4, Flurstück: 367         | | 17. Jahrhundert        | 61877 DDB  |
| Ehemaliges HJ-Heim | Ehemaliges HJ-Heim          | Wetzlarer Straße 64 LageFlur: 1, Flurstück: 129/12      | | 1938                   | 61878 DDB  |
| weitere Bilder     |                             | Wetzlarer Straße 66 LageFlur: 1, Flurstück: 131         | |                        | 61879 DDB  |
| weitere Bilder     |                             | Wetzlarer Straße 75 LageFlur: 4, Flurstück: 383         | |                        | 61880 DDB  |
| weitere Bilder     |                             | Wetzlarer Straße 77 LageFlur: 4, Flurstück: 384/3       | |                        | 61881 DDB  |
| weitere Bilder     |                             | Wetzlarer Straße 24-26 LageFlur: 1, Flurstück: 575, 572 | | 1775 bis 1825          | 61871 DDB  |
| weitere Bilder     |                             | Zum Maiplatz 4 LageFlur: 1, Flurstück: 551              | |                        | 61882 DDB  |
| weitere Bilder     |                             | Zum Maiplatz 12 LageFlur: 1, Flurstück: 545/2           | |                        | 61883 DDB  |
| weitere Bilder     | Evangelische Kirche         | Zum Maiplatz 17 LageFlur: 1, Flurstück: 7/1             | Neuromanische Saalkirche mit Satteldach, schlanker Dachreiter mit Spitzhelm an der nordwestlichen Giebelspitze von 1964 | 1864–1866              | 61884 DDB  |